# Communauté de communes du Mézinais
La communauté de communes du Mézinais est une ancienne communauté de communes française, située dans le département de Lot-et-Garonne et la région Nouvelle-Aquitaine.

## Composition
| Nom                     | Code Insee | Gentilé      | Superficie (km2) | Population (dernière pop. légale) | Densité (hab./km2) |
| ----------------------- | ---------- | ------------ | ---------------- | --------------------------------- | ------------------ |
| Mézin (siège)           | 47167      | Mézinais     | 31,58            | 1 578 (2014)                      | 50                 |
| Lannes                  | 47134      | Lannais      | 32,40            | 382 (2014)                        | 12                 |
| Poudenas                | 47211      | Poudenaquais | 17,24            | 250 (2014)                        | 15                 |
| Réaup-Lisse             | 47221      | Reaupais     | 70,89            | 592 (2014)                        | 8,4                |
| Sainte-Maure-de-Peyriac | 47258      | Peyriacais   | 23,06            | 344 (2014)                        | 15                 |
| Saint-Pé-Saint-Simon    | 47266      |              | 17,46            | 216 (2014)                        | 12                 |
| Sos                     | 47302      | Sotiates     | 52,89            | 672 (2014)                        | 13                 |

## Compétences

### Compétences obligatoires
- Aménagement de l'espace
- Développement économique

## Administration
| Période                                  | Période  | Identité        | Étiquette | Qualité                          |
| ---------------------------------------- | -------- | --------------- | --------- | -------------------------------- |
|                                          | 2014     | Michel Darréon  | DVD       | maire de Sainte-Maure-de-Peyriac |
| 2014                                     | En cours | Pascal Legendre |           | maire de Réaup-Lisse             |
| Les données manquantes sont à compléter. |          |                 |           |                                  |

## Historique
Elle a été créée en 1999.
Elle fusionne avec la communauté de communes du Val d'Albret et la communauté de communes des Coteaux de l'Albret pour former Albret Communauté au 1er janvier 2017.